# Исоев, Мусо
Мусо Исоев (тадж. Мӯсо Исоев; 1952—1992) — советский спортсмен и актёр, более известный в 1970-е-1980-е годы в народе под именами Мусо-пахлавон и Матчинский Лев.

## Биография
Родился в кишлаке Пастигав (тадж. Пастиғав) Матчинского района Ленинабадской области Таджикской ССР.
Окончил Таджикский институт физической культуры в Душанбе.
Мастер спорта СССР, многократный чемпион Таджикской ССР по классической борьбе и дзюдо Мусо Исоев привлёк внимание кинорежиссёров в конце 1980-х годов.
Приняв участие в апрельских и майских демонстрациях против президента Рахмона Набиева как командир отрядов по захвату правительственных зданий и учреждений, был задержан на автобусной остановке Карабало в Душанбе 18 или 19 декабря 1992 года боевиками Народного фронта Таджикистана и увезён в неизвестном направлении. На следующее утро тело Мусо Исоева, изрешечённое пулями, было найдено на улице в 65-м микрорайоне Душанбе.

## Фильмография
1. 1987 — Искупление
2. 1989 — Груз 300
3. 1991 — Кандидат
4. 1991 — Афганский излом — Адиль
5. 1993 — Месть пророка